# Stilbia andalusica
Stilbia andalusica là một loài bướm đêm trong họ Noctuidae.